# Pesem poletja 2007
Finale 3. festivala Pesem poletja je potekal 31. avgusta 2007 v grosupeljskem Casinoju Kongo. Prireditev, katere glavna organizatorka je bila TV Paprika, sta povezovala Adel Djutovič in Mario Valentić, glasbeni gostje pa so bili Omar Naber, Luka Nižetić, Nikola Burovac in Toše Proeski. Za tekmovalni deli je bilo izbranih 36 izvajalcev, ki so se potegovali za 7 nagrad:
- pesem poletja 2007 po izboru gledalk in gledalcev (10.000 €),
- nagrada strokovne komisije (2.500 €, ki jih je podarila Elektronček group),
- 3 plakete zavoda IPF za najboljšo skupino, solistko in solista,
- nagrada revije Nova za najboljši odrski nastop in
- nagrada za pesem Konga (potovanje v Dubaj za 2 osebi).[3]

Pred finalom so na TV Papriki celo poletje potekale predstavitvene oddaje, v katerih se je posamezni izvajalec predstavil s 3 skladbami, izmed katerih se je ena uvrstila v finale po telefonskem glasovanju gledalcev in gledalk. Nino se je tako na predstavitveni oddaji predstavil s skladbami Konec, Ognjeni ples in Moja mala, zmagala je slednja.

### Finalne tekmovalne skladbe
| #   | Izvajalec                 | Pesem                 |
| --- | ------------------------- | --------------------- |
| 1.  | 4Play                     | Sladki greh           |
| 2.  | Mirna Reynolds            | Motor                 |
| 3.  | Karma                     | Ko je ta?             |
| 4.  | Lepi Dasa                 | Ne sprašuj            |
| 5.  | Sebastian                 |                       |
| 6.  | Big Nina                  | Zapuščam te           |
| 7.  | Kristina                  |                       |
| 8.  | Miran Rudan               |                       |
| 9.  | Špelca                    | Lady Casanova         |
| 10. | Supernova                 | Junak                 |
| 11. | Duo Platin                |                       |
| 12. | Jernej Dermota            | Priznaj, da me sanjaš |
| 13. | Kingston                  |                       |
| 14. | Gorazd Ademovič           |                       |
| 15. | Manca Špik                | Baila, baila, baila   |
| 16. | Rok Kosmač                |                       |
| 17. | Sons                      |                       |
| 18. | Skater                    |                       |
| 19. | Damjan Murko              |                       |
| 20. | Kocka                     |                       |
| 21. | Funky Tina                |                       |
| 22. | Žana                      | Amor amor             |
| 23. | Nino                      | Moja mala             |
| 24. | Natalija Kolšek & Lavanda | Klapa zaigraj         |
| 25. | Turbo Angels              | Na Bahame             |
| 26. | Rebeka Dremelj            |                       |
| 27. | Peter Januš               | Razprosti krila       |
| 28. | Nina Pušlar               |                       |
| 29. | Antonija Šola             |                       |
| 30. | Stereotipi                |                       |
| 31. | Mambo kings               | Hauba Party           |
| 32. | Danijela                  |                       |
| 33. | Jasmin Stvaros            | Idem u Sloveniju      |
| 34. | Sanja Grohar              | Varaj me, varaj       |
| 35. | Nuša Derenda              |                       |
| 36. | Minea                     |                       |

Nekateri izvajalci (npr. Nuša Derenda, po vsej verjetnosti izvajalci 31.–36.) so sicer imeli svojo predstavitveno oddajo in skladbo, ki je bila izglasovana za finale, vendar na finalnem večeru niso nastopili.

### Nagrade
| Nagrada                                                             | Prejemnik                             |
| ------------------------------------------------------------------- | ------------------------------------- |
| Pesem Konga (po izboru obiskovalcev Konga)                          | Sladki greh – 4Play                   |
| Nagrada za celostni nastop                                          | Manca Špik (Baila, baila, baila)      |
| Pesem poletja 2007 (po izboru telefonskega in spletnega glasovanja) | Na Bahame (Raay/Trkaj) – Turbo Angels |
| Priznanje IPF-ja za najboljšega solista                             | Peter Januš (Razprosti krila)         |
| Priznanje IPF-ja za najboljšo solistko                              | Nina Pušlar                           |
| Priznanje IPF-ja za najboljšo skupino                               | Stereotipi                            |
| Nagrada strokovne komisije                                          | Antonija Šola                         |